# Derécerágó lándzsásmoly
A derécerágó lándzsásmoly (Mompha idaei) a valódi lepkék (Glossata) alrendjébe tartozó lándzsásszárnyú molyfélék (Momphidae) családjának egyik, hazánkban is honos faja.

## Elterjedése, élőhelye
Észak- és Közép-Európában szokásos faj, amit hazánkban csak néhány helyről ismerünk.

## Megjelenése
Változó árnyalatú barna szárnyán néhány elmosódott, sötétebb folt rajzolódik ki. A szárny fesztávolsága 19–22 mm.

## Életmódja
Egy évben egy generációja nő fel; a rajzás május–júniusra esik. A lepkék nappal repülnek, a mesterséges fény nem vonzza őket.
A peték telelnek át, és a tavasszal kikelő hernyók április–májusban a deréce (Chamaenerion [Epilobium] angustifolium) leveleit eszik.